# عزلة حلاقة آل حسين (مأرب)

تعديل مصدري - تعديل

عزلة حلاقة آل حسين هي إحدى عزل مديرية ماهلية في محافظة مأرب اليمنية ويبلغ تعداد سكانها 1644 نسمة حسب التعداد السكاني في اليمن لعام 2004.

## روابط خارجية
- الجهاز المركزي للإحصاء بالجمهورية اليمنية
- المركز الوطني للمعلومات باليمن
- World Gazetteer:Yemen
- الدليل الشامل